# 다르넬 시투
다르넬 시투(Darnel Situ Buyente, 1992년 3월 18일 ~ )는 프랑스의 축구 선수이다. 포지션은 센터백이다.